# تحول قسري
يتمثّل التحوّل القسري (بالإنكليزية: Forced Conversion) في إكراه شخص ما على تبنّي دين غير دينه أو الكفر، فيستمر بعض المُكرَهين خفية بالمعتقدات والممارسات التي كانوا يعتنقونها، بينما يتصرفون في الظاهر وكأنما تحوّلوا، ويُعتبر كل من اليهود المتخفّين، والمسيحيين المتخفّين، والمسلمين المتخفّين، والوثنيين المتخفّين أمثلة تاريخية على النمط المذكور.

## الدين والسلطة
أظهر علماء علم الإنسان عموماً أن العلاقة بين الدين والسياسة معقدة، وخصوصاً عندما يُنظر إليها على امتداد التاريخ البشري، ورغم اختلاف أهداف القادة الدينيين والحكومة عموماً، يُعنى كلاهما بالسلطة والنظام، ويستخدمان المنطق والعاطفة لتحفيز السلوك.
فعبر التاريخ، تعاون قادة المؤسسات الدينية والسياسية، وتعارضوا مع بعضهم، وحاولوا اختيار شركائهم من بعضهم، سواءً لأسباب نبيلة أم خسيسة، وقد نفذوا برامج بمجال واسع من القيم القيادية، من التعاطف الموجّه لتخفيف المعاناة الحالية للتغير العنيف الذي يهدف لتحقيق أهداف على مدى أطول، وذلك لمصلحة مجموعات تتراوح بين زمر صغيرة والبشرية بأكملها، ورغم بساطة تلك العلاقة أكثر من ذلك، استُخدم الدين بإكراه كثيراً، واستَخدم هو الإكراه بدوره.

## اليهودية
طرأت تحوّلات قسرية تحت حكم المملكة الحشمونية، فاُجبر الإدوميوّن على التحوّل لليهودية، تحت تهديد النفي أو الموت، حسب المصدر، فيكتب هارولد دبليو أتريدج أن حالات التحويل القسري لم تكون حوادث منفردة، وإنما سياسة وطنية واضحة من حقيقة أن أليكساندر جانائيوس (حوالي 80 قبل الميلاد) هدم مدينة بيلا (إربد حالياً) في موآب لعدم موافقة سكانها على تبنّي التقليد الوطني لليهود.
كما كتب موريس سارتر عن سياسة التهويد القسري التي تبناها كلّ من هركانوس، وأرستوبيولوس الأول، وأليكساندر جانائيوس (جوناثان)، والذين عرضوا على الناس في المناطق التي غزوها الخيار بين النفي والتحوّل، وكتب ويليام هوربوري أن الدليل على ذلك يُشرح بالشكل الأمثل بافتراض أن تعداد السكان اليهودي الصغير في الجليل الأدنى تزايد بشكل هائل بسبب التحوّل القسري للجنتايل المجاورين في الشمال حوالي عام 104 قبل الميلاد.
وفي عام 2009 دافعت البي بي سي عن ادعاء يشير إلى أنه في عام 524 بعد الميلاد، عرضت قبيلة حِميَر اليمنية اليهودية، والتي قادها الملك ذو نوّاس، على القاطنين المسيحيين لقرية تقع اليوم في المملكة العربية السعودية الخيار بين التحول لليهودية أو الموت، وجراء ذلك عُدم ما يقارب 20,000 مسيحي حينئذ.

## المسيحية
كانت المسيحية ديانة أقلية خلال معظم أواسط الفترة الرومانية الكلاسيكية، وقد اضطُهد المسيحيون المبكرون في ذاك الزمن، لكن عندما تحوّل قسطنطين الأول للمسيحية، أصبحت الديانة الغالبة في الامبراطورية الرومانية، غير أن المهرطقون المسيحيون تعرضوا للاضهاد تحت حكمه بعد ذلك، كما قُمعت الديانات الوثنية القديمة بدءاً من أواخر القرن الرابع بشكل كبير، ومن وجهة نظر العديد من المؤرخين، حوّلت النقلة القسطنطينية المسيحية من ديانة مضطهدة لأخرى قادرة على الاضطهاد ومتحمسة له أحياناً.

### أوروبا الغربية في العصور الوسطى
خلال الحروب الساكسونية، أجبر شارلمان ملك الفرنجة الساكوسينيين على التحوّل من وثنيتهم الجرمانية الأصلية بفعل الحرب والقانون إثر الانتصار، ومن الأمثلة على ذلك مجزرة فيردين عام 782، حيث أعدم شارلمان 4,500 أسير ساكسوني نتيجة لتمردهم، أما التحولات القسرية الواقعة بعد القرن السابع، فقد أجراها بشكل عام الرعاع ورجال الدين أثناء أعمال الشغب والمجازر، دون دعم من الحكام.
بالمقابل أخذ الاضطهاد الملكي لليهود منذ أواخر القرن الحادي عشر وما تلاه عموماً شكل الترحيل، مع وجود بعض الاستثناءات كما في تحويل اليهود في جنوبي إيطاليا خلال القرن الثالث عشر،
وخلال الحملات الصليبية الشمالية على شعوب البلطيق والسلاف الوثنيين في أوروبا الشمالية، كانت التحولات القسرية إستراتيجية مُتبعة بشكل واسع، فتلقّت إثر ذلك عقوبة بابوية، وقد تم تبني هذه التكتيكات في البداية خلال الحملة الصليبية الوندية، ولكنها أصبحت أكثر انتشاراً خلال الحملتين الصليبيتين الليفونية والبروسية، فتضمنت قتل الرهائن، والمذابح، وتدمير أراضي القبائل التي لم تكن قد استسلمت بعد، وفي بروسيا القديمة، أدّت التكتيكات المُستخدمة في الغزو البدئي والتحوّل التالي للمنطقة لموت معظم السكان الأصليين، والذين انقرضت لغتهم نتيجة ذلك.

### شبه الجزيرة الإيبيرية الحديثة المبكرة
بعد نهاية الحكم الإسلامي لاسبانيا، طُرد اليهود منها عام 1492، وفي البرتغال لم يُسمح إلا لحفنة منهم بالمغادرة، أما الباقي فأُجبر على التحوّل، وذلك إثر قرار نفيهم عام 1496،[25] كما نُفي المسلمون من البرتغال عام 1497، وأُجبروا تدريجياً على التحوّل في الممالك الاسبانية التأسيسية.
فبعد كل تلك التحوّلات، تألف من أُطلق عليهم «المسيحيين الجدد» من سكّان (يهود سيفارديين أو مسلمين مُدجنين) عُمّدوا مُكرهين في وجه الإعدام، فأصبحوا متحولين قسراً من الإسلام (مورسيكوسيين، وكونفيرسوس)، أو من اليهودية (كونفيرسوس، ويهود متخفّين ومارانوس) إلى المسيحية الكاثوليكية، ورغم استيعاب الامبراطورية العثمانية والمغرب لمعظم اللاجئين اليهود، بقيت غالبية كبيرة منهم ككونفيرسوس.

### أوروبا الشرقية
بعد غزو إيفان الرابع لخانية قازان، واجه السكان المسلمون القتل، والطرد، والترحيل القسري والتحوّل للمسيحية، من جهة أخرى في القرن الثامن عشر، أطلقت إليزابيث إمبراطورة روسيا حملة من التحوّل القسري للمستهدفين غير الأورثوذوكسيين في روسيا، بما فيهم المسلمين واليهود.

## الإسلام
رغم تحريم الإسلام للتحوّل القسري، وفق ما ورد في القرآن الكريم: «لا إكراه في الدين» (الآية 256 من سورة البقرة)، سُجّلت حوادث تحوّلات قسرية في تاريخ الإسلام، بيد أن المؤرخين أشاروا لكونها (نادرة)، أو (استثنائية).
يصرّح وائل حلّاق أن التسامح الديني للإسلام ينطبق نظرياً فقط على الديانات التوحيدية (أهل الكتاب)، كالمسيحيين واليهود والزراديشتيين، إذا دفعوا الجزية، بالمقابل ليس أمام الوثنيين سوا أحد الخيارين؛ إما اعتناق الإسلام أو القتال حتى الموت، ولكن عملياً، توسّعت تسمية «أهل الكتاب» وأهل الذمة لتشمل حتى الديانات غير التوحيدية للشعوب المهزومة، كالهندوس، والجاينيين، والبوذيين وغيرهم.
في عهد الامبراطورية العثمانية أصبح نمط معين من التحوّل القسري ممنهجاً عبر ممارسة الدوشيرمة، وهي ضريبة بشرية قُبض فيها على فتية مسيحيين وجُمعوا من عائلاتهم (عادةً في دول البلقان)، وأُسروا، وحُوّلوا للإسلام، ومن ثم دُرّبوا كوحدة عسكرية نخبوية ضمن الجيش العثماني، أو لخدمة عالية المنزلة للسلطان، وكان يحصل أولئك الفتية على تعليم ممتاز ومكانة اجتماعية راقية بعد تدريبهم وتحويلهم.
أما في الآونة الأخيرة، هُدد بالتحوّلات القسرية أو تم إجراؤها في سياق الحرب، والتمرد، والعنف بين الطوائف، إذ أُبلغ عن حالات أثرت على آلاف الأشخاص أثناء تجزئة الهند، وحرب البنغلاديش التحررية، وفي المناطق التي تسيطر عليها داعش، وفي باكستان.

## الإلحاد
تحت حُكم الإلحاد الحكومي في الاتحاد السوفييتي، كان هناك برنامج للتحوّل القسري للإلحاد أجراه الشيوعيون برعاية الحكومة، ولم يتضمن هدفاً شاملاً بإنشاء تصوّر مادّي بشكل أساسي للعالم بأسره وحسب، بل بتبني انتقاد مفتوح ومباشر للاستشرافات الدينية.
فقُمعت الكنيسة الأورثوذوكسية الروسية بشكل عنيف، والتي كانت الأقوى من بين مثيلاتها طوال قرون، وقُتل العديد من الكهنة وأُسروا، وأُغلقت آلاف الكنائس وحُوّلت بعضها لمشافٍ، وفي عام 1925 أنشأت الحكومة رابطة الملحدين العسكرية لتكثيف هذا الاضطهاد.
وتلو الحرب العالمية الثانية عبر أوروبا الشرقية، أصبحت أجزاء الامبراطورية النازية التي سيطر عليها الجيش السوفييتي الأحمر، بالإضافة إلى يوغوسلافيا، دولاً شيوعية بحزب واحد، واستمر مشروع التحوّل القسري، فألغى الاتحاد السوفييتي هدنته مع الكنيسة الأورثوذوكسية الروسية أثناء الحرب، ووسّع حملات اضطهاده لتشمل القطاع الشرقي الشيوعي الجديد، حيث حُوّلت الكنيسة المسيحية، والكنيس اليهودي، والمسجد الإسلامي قسراً لمتاحف للإلحاد.
وعاملت الأنظمة الماركسية-اللينينية المعتقدين بالأديان كمخرّبين أو غير طبيعيين، محيلة إياهم للمشافي النفسية وإعادة التأهيل أحياناً.